# Dead or Alive (film, 1999)
Pour les articles homonymes, voir Dead or Alive.
Série
Dead or Alive 2
(2000)
Pour plus de détails, voir Fiche technique et Distribution.
Dead or Alive (犯罪者, Dead or Alive: Hanzaisha) est un film japonais réalisé par Takashi Miike, sorti en 1999.

## Synopsis
L'intrigue du film se déroule à Tōkyō, capitale du Japon et raconte l'histoire de deux personnages, un yakuza et un policier. Le policier, Jojima, est un enquêteur japonais du district de Shinjuku à Tōkyō et le yakuza, Ryuichi, un chef d’une bande de criminels chinois. Le quartier de Shinjuku est un endroit dangereux et malsain, où rivalisent yakuzas et triades. La violence est omniprésente. Ryuuichi va décider de provoquer une guerre des gangs ce qui va l'emmener à se confronter à Jojima.

## Fiche technique
- Titre : Dead or Alive
- Titre original : 犯罪者 (Dead or Alive: Hanzaisha)
- Réalisation : Takashi Miike
- Scénario : Ichiro Ryu
- Production : Makoto Okada, Katsumi Ono, Mitsuru Kurosawa (Toei) et Tsutomu Tsuchikawa (Daiei Motion Picture)
- Musique : Kōji Endō
- Photographie : Hideo Yamamoto
- Montage : Yasushi Shimamura
- Décors : Akira Ishige
- Pays de production :  Japon
- Langue : japonais, mandarin
- Format : Couleurs - 1,85:1 - Dolby Surround - 35 mm
- Genre : Action, policier et thriller
- Durée : 105 minutes
- Dates de sortie : 5 novembre 1999 (festival de Tokyo), 27 novembre 1999 (Japon), 14 janvier 2004 (France)
- Film interdit aux moins de 16 ans

## Distribution
- Riki Takeuchi : Ryuichi
- Shō Aikawa : Jojima
- Renji Ishibashi : Aoki
- Hitoshi Ozawa : Satake
- Shingo Tsurumi : Chen
- Kaoru Sugita : Mme Jojima
- Dankan : Tanaka
- Michisuke Kashiwaya : Toji
- Ren Osugi : Yan
- Susumu Terajima : Inoue

## Récompenses
- Prix du meilleur film asiatique (mention spéciale), lors du Festival international du film de Tokyo 1999.
- Prix spécial pour Riki Takeuchi lors des Japanese Professional Movie Awards 2000.

## Voir également
- 2000 : Dead or Alive 2 (Dead or Alive 2: Tôbôsha), de Takashi Miike
- 2002 : Dead or Alive 3 (Dead or Alive: Final), de Takashi Miike
- Réplicant.